# Ethics and Governance of Artificial Intelligence Initiative
Die Ethics and Governance of Artificial Intelligence Initiative (ehemals Ethics and Governance of Artificial Intelligence Fund) ist eine Non-Profit-Organisation, die sich mit der Erforschung von künstlicher Intelligenz und Ethik beschäftigt.

## Beschreibung
Ziel ist es, Debatten zum Beispiel darüber voranzubringen, wie sich Sozialwissenschaften und Informatik für Künstliche Intelligenz verbinden lassen, die „nicht nur smart, sondern auch sozial verantwortungsbewusst“ sind.
Verwaltet werden soll der Ethics and Governance of Artificial Intelligence Initiative vom MIT Media Lab, dem Berkman Klein Center an der Harvard-Universität sowie den Hauptspendern eBay-Gründer Pierre Omidyar und Linkedin-Gründer Reid Hoffman.